# Stade de la Frontière
El Stade de la Frontière es un estadio multiusos en Esch-sur-Alzette, Luxemburgo.  Es actualmente utilizado mayoritariamente para partidos de fútbol y es el estadio donde juega de local el Jeunesse Esch.  El estadio tiene una capacidad de 8.200 personas.

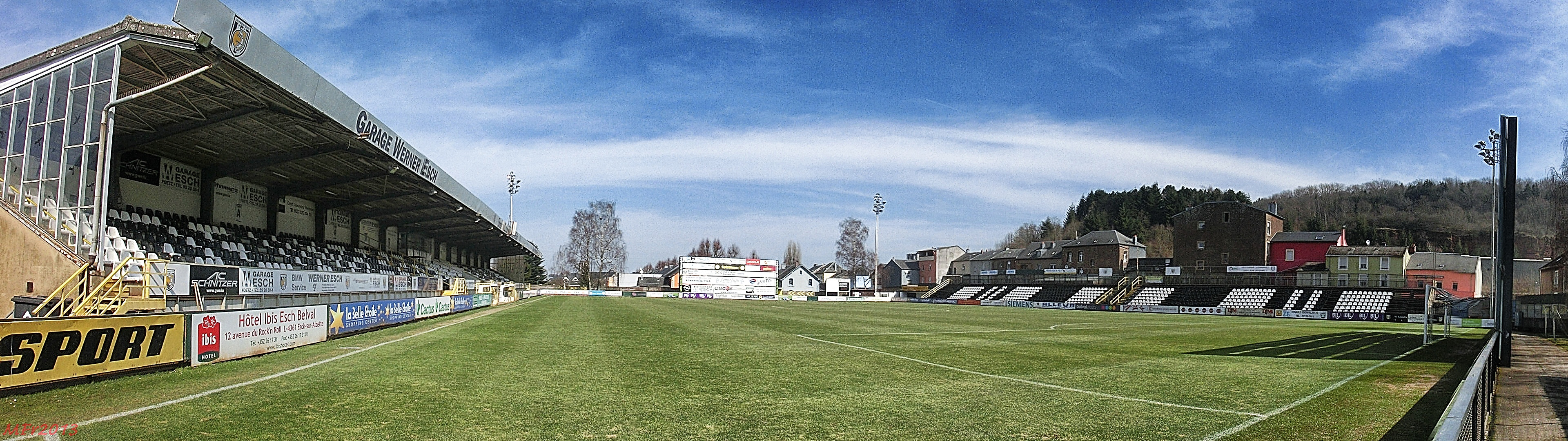
Stade de la Frontière

El estadio ha albergado una serie de partidos internacionales de la selección de Luxemburgo sustituyendo al estadio habitual el cual es el Stade Josy Barthel, en Ciudad de Luxemburgo.